# Сан-Гонсалу-ду-Сапукаи
Сан-Гонсалу-ду-Сапукаи (порт. São Gonçalo do Sapucaí) — муниципалитет в Бразилии, входит в штат Минас-Жерайс. Составная часть мезорегиона Юг и юго-запад штата Минас-Жерайс. Входит в экономико-статистический микрорегион Санта-Рита-ду-Сапукаи. Население составляет 27 301 человек на 2007 год. Занимает площадь 517,974 км². Плотность населения — 46,9 чел./км².
Праздник города — 31 мая.

## История
Город основан 31 мая 1743 года.

## Статистика
- Валовой внутренний продукт на 2007 год составляет 90 144 036,00 реалов (данные: Бразильский институт географии и статистики).
- Валовой внутренний продукт на душу населения на 2007 год составляет 1592,39 реалов (данные: Бразильский институт географии и статистики).
- Индекс развития человеческого потенциала на 2000 год составляет 0,769 (данные: Программа развития ООН).